# Gerland
Pour les articles homonymes, voir Gerland (homonymie).

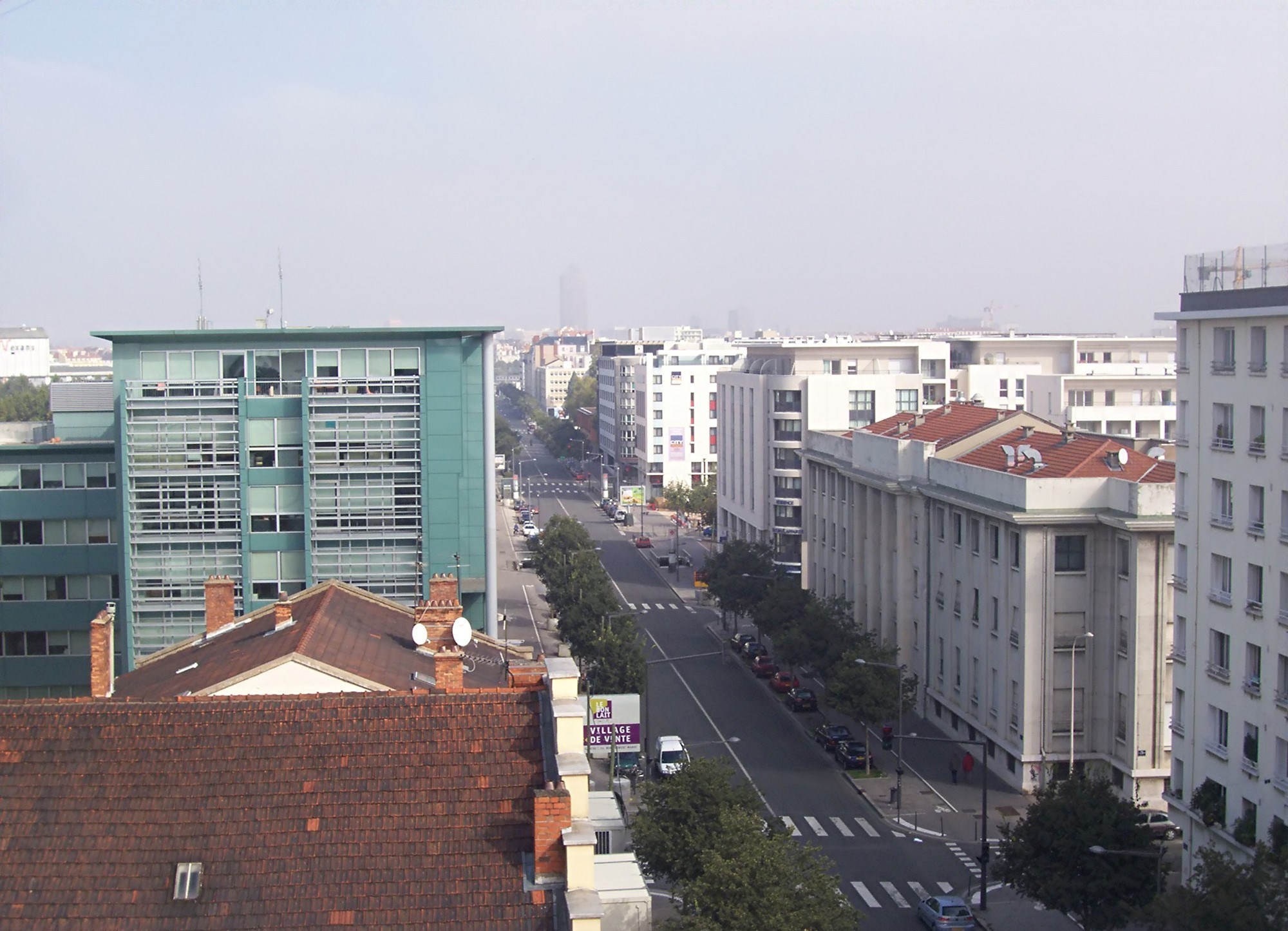
L'avenue Jean-Jaurès vers le Nord, dans le quartier de Gerland.

Gerland est un quartier de Lyon, situé le long du Rhône, dans le sud de la ville, dans le 7e arrondissement. Le quartier, délimité au nord et à l'est par les voies de chemins de fer, était aussi appelé La Mouche, mais cette expression est peu utilisée de nos jours, sauf pour le dépôt SNCF et le cimetière israélite. Le quartier est marqué tout au long de son histoire par de fortes mutations urbaines ; ces bouleversements, sensibles au XXe siècle et encore aujourd'hui, font la spécificité remarquable de ce site. Le quartier couvre les deux tiers de la superficie du 7e arrondissement.

## Histoire

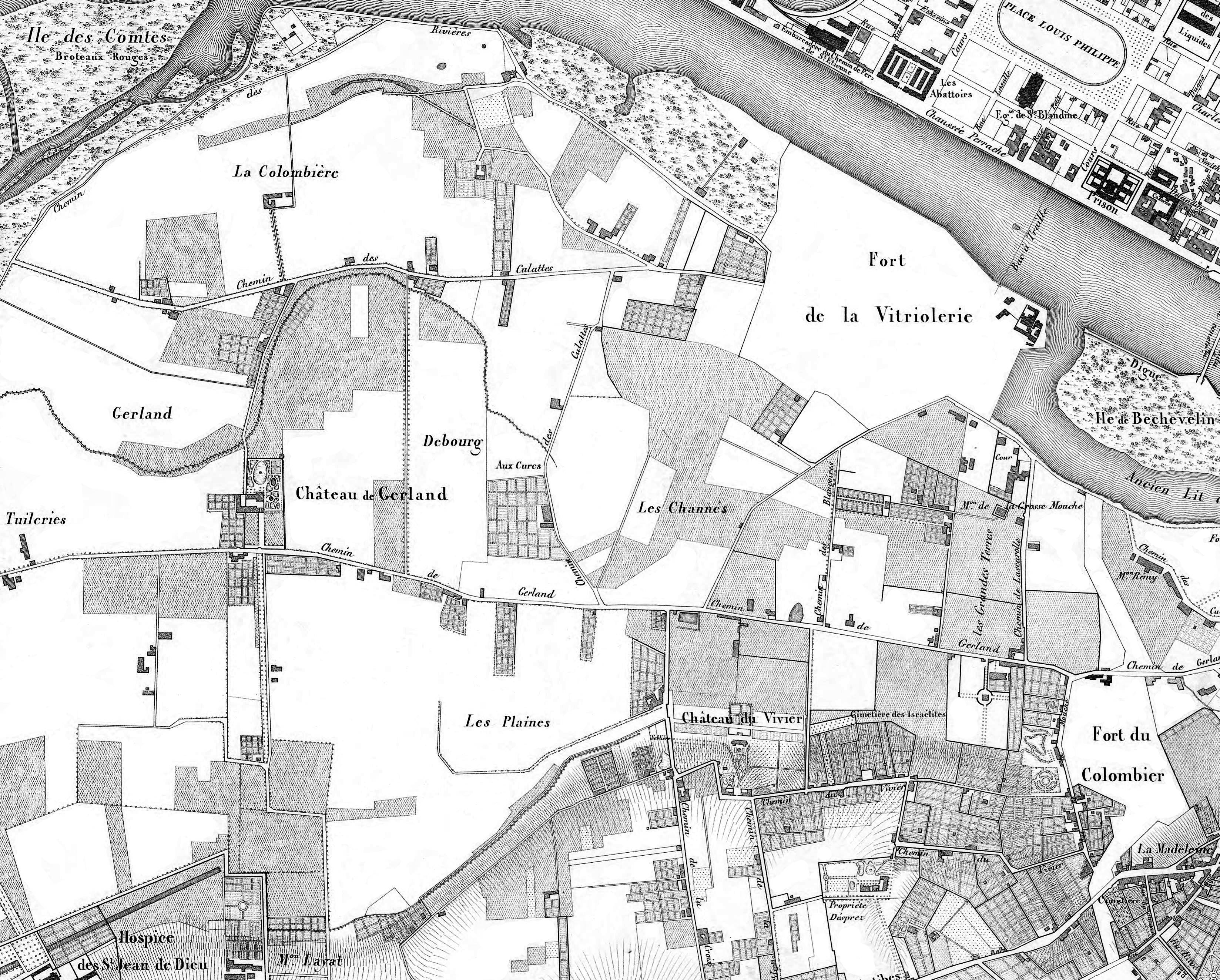
Quartiers autour du château de Gerland en 1847 (plan topographique d'Eugène Rembielinski et Laurent de Dignoscyo).

Jusqu'au début du XXe siècle, Gerland correspondait au territoire du château du même nom, dont la localisation correspond au numéro 186 de l'actuelle rue de Gerland. Il était entouré par La Mouche, les Culattes, les Rivières, les Channées, la Vitriolerie, les Cures, la Colombière et Debourg.
Le premier propriétaire connu du château de Gerland est Gaspard de Mornieu, écuyer à la fin du XVIe siècle. Le domaine s'étendait alors sur 133 ha.
De nombreux ruisseaux (les mouches) coulaient sur le territoire de l'actuel quartier de Gerland. La Mouche ou Moche désignait divers cours d'eau. Ce nom peut venir du latin musteus « mou comme du moût », à cause du sol boueux. Sur la rive droite, en face de Gerland, un autre affluent du Rhône est aussi appelé la Mouche.
L'étymologie de « Gerland » est incertaine. Le sens « terre de l'eau » est suggéré par certaines sources : « Gerland » serait composé du préfixe « ger », contraction de « Wasser », qui signifie « eau » en allemand, ou bien de la racine celtique « gerl », aussi liée à l'eau, et de terminaison « land », qui se traduit par « terre » en allemand.

### LeXIXesiècle: les prémices du développement
Au XIXe siècle, le domaine du château de Gerland est légué aux membres des familles Rodet-Chappet, qui morcellent le domaine entre plusieurs propriétaires, permettant le développement du quartier.
Une usine de vitriol est implantée, probablement à la fin du XVIIIe siècle au lieu dit les Rivières, au bord du lit naturel du Rhône. Le 27 novembre 1838, une ordonnance royale planifie la construction d'un fort sur le terrain de la Vitriolerie supprimée. Le fort de la Vitriolerie est achevé vers 1846. La majeure partie de l'actuel quartier de Gerland reste ainsi en dehors de la première ceinture de Lyon, construite par Hubert Rohault de Fleury.
En 1840, la digue de la Vitriolerie donne au fleuve un tracé rectiligne du centre de la Guillotière jusqu'à la vitriolerie. Toutefois l'ancien lit du Rhône reste en eaux.
En 1852, la commune de La Guillotière, dont dépendait Gerland, est rattachée à celle de Lyon.
La lône (terme lyonnais désignant un îlot formé par une « mouche » et le fleuve) de la Vitriolerie est comblée sur une période allant de 1862 à 1875.
Le quartier s'urbanise peu à peu. Gerland reste toutefois peu densément peuplé. La position de Gerland est en effet triplement intéressante pour les investisseurs de la deuxième révolution industrielle qui souhaite y implanter des industries :
- premièrement, ce site offre d'immenses terrains quasiment vierges aux portes de Lyon ;
- deuxièmement, le quartier est idéalement situé entre le Rhône et la ligne de chemin de fer « PLM » (Paris-Lyon-Méditerranée), tant on connaît l'importance des transports dans le développement de l'industrie ;
- le coût du foncier y est faible, le territoire étant régulièrement frappé par les inondations.

À partir de 1860, sont construits au lieu-dit de La Mouche, les bateaux-mouches, sur la « Lône Félizat », du nom de Michel Félizat, concepteur des « Bateaux-La Mouche ».
La ceinture de forts, rapidement devenue désuète et gênante pour l'urbanisation du quartier, est déclassée par une loi du 8 juin 1886. Le fort de la Vitriolerie est conservé comme lieu de casernement. En 1968, le fort de la Vitriolerie est renommé quartier Général-Frère.

### Le début duXXesiècle: l'industrialisation
L'urbanisation s'est faite par périodes successives, au XXe siècle.
L'avenue Jean-Jaurès est percée en 1908, et on doit à l'architecte Tony Garnier la réalisation entre 1909 et 1914 des abattoirs de la Mouche, d'abord destinés à l'exposition universelle de 1914, dont seule subsiste la grande halle du marché aux bestiaux, devenue aujourd'hui la halle Tony-Garnier.
Le pont Pasteur, depuis 1914, était une passerelle. Cependant, une grande inondation touche Gerland en 1918.
En 1919, le ministère de la Guerre achète le château de Gerland. Édouard Herriot le transforme en un centre d'accueil pour les mères célibataires.
Le même architecte construit, en 1920, le stade de Gerland, stade attitré de l'Olympique lyonnais (1950-2015) puis du Lyon OU Rugby (depuis 2017).
Le Pont Pasteur actuel est inauguré le 14 juillet 1923.
Quelques HLM, dont la cité-jardin (1923) conçue par les architectes Robert et Cholat, ont été créées dans les années 1920.
L'endiguement progressif a permis de libérer d'immenses terrains, autrefois occupés par des marais et par une multitude de ruisseaux (mouches), qui laissent peu à peu place aux activités industrielles.
On construisit de 1935 à 1938, la première phase du port Édouard-Herriot sur 140 hectares, et, en 1938, les dernières usines de produits chimiques quittent le quartier.

### L'après-guerre: la modernisation
Jusque dans les années 1950, le sud de Gerland fut occupé par des bidonvilles, démolis sous l'autorité du maire Louis Pradel. Il faut attendre la fin de la seconde guerre mondiale pour voir la construction complète d'une digue le long du Rhône, sous l'autorité du maire Édouard Herriot ; elle permit de stopper définitivement les nombreuses inondations qui participèrent pendant longtemps à l'insalubrité du quartier. Le palais des sports de Gerland est construit en 1962 et la piscine de Gerland dans les années 1960, inaugurée par l'adjoint aux sports Tony Bertrand.
Aussi, dans les années 1960, la ville reprend un ancien bâtiment militaro-industriel, de fabrication de munitions, pour la Caserne d'artillerie de la Mouche (source Ville de Lyon), dans la petite rue Ravier (du nom du célèbre peintre Lyonnais François-Auguste Ravier) datant de 1904, pour en faire d'abord une Maison des Jeunes (puis MJC), devenant ensuite la maison de quartier de Gerland. Il a en résidence aujourd'hui le théâtre de Gerland, le judo-club de Gerland, l'antenne Gerland de la MJC du 7e (Jean Macé), en domiciliation une vingtaine d'associations, et accueille pour une capacité totale de 350 personnes (ville de Lyon).
Le début des années 1970 voit la création de nombreux ensembles résidentiels, notamment entre le pont Pasteur et le quartier Général-Frère, près des berges du Rhône. À la fin des années 1980 (en juin 1988 plus exactement), la maison de quartier Ravier s'agrandit, par la construction d'un nouveau bâtiment (dit aujourd'hui « Bâtiment des sports ») pour son judo-club, passant sa capacité à plus de 400 personnes.
Le stade de Gerland reçoit dans cette seconde partie du XXe siècle, des rencontres importantes de football grâce à l'Olympique lyonnais. Dans les années 1950 s'organise une rencontre entre l'équipe de Hongrie emmenée par Puskás, et une entente des clubs de Lyon et Saint-Étienne avec cinq membres de l'équipe de France dont Bonvin, Alberto, ou Lerond..., donc des meilleurs, mais celle-ci s'incline 10-1 devant les Hongrois. Après la reprise de l'Olympique lyonnais par Jean-Michel Aulas en 1987, le club devient européen.
Les championnats interégions d'athlétisme, organisés par Paul Messner, entraîneur national, et Guy Manfredi sont des succès évidents, sur une piste cendrée d'athlétisme très bonne à 7 couloirs. Des rencontres avec des athlètes internationaux se font. L'appui de la Mairie avec l'adjoint Tony Bertrand, ancien champion, est primordial. Les clubs universitaires ASUL, etc. jouent le jeu et forment des sections clubs civils. Guy Manfredi deviendra membre du pôle directeur de la F.F. d'Athlétisme par la suite à Paris.
C'est à cette époque que des athlètes régionaux finissent aux championnats de France à Paris aux stades Jean Boin ou au Parc des Princes. Le Grand Prix des Jeunes est gagné trois fois par Paul Gerbet (du C.A.M.N. Villeurbanne) avec les championnats du Lyonnais. Paul Genevay (du LOU athlétisme) sera dans le 4 x 100 mètres national et J. Verzier en deviendra longtemps l'entraîneur national. Louis Fouletier (frère du champion d'Europe d'haltérophilie, club La Française), de même J. Manfredi, C. Ponson, E. Toubas, C. Petit, E. Nallet, et beaucoup d'autres, sont des athlètes aux chronos et performances rares, d'autant que les pistes à venir en tartan donneront des temps de moins 50 centièmes...
Dans les années 1980, entre ces manifestations d'athlétisme, avec des féminines devenues championnes d'Europe (deux à Villeurbanne), et quand l'Olympique lyonnais ne l'occupe pas, des rencontres de rugby se programment.
Le stade de Gerland a été restauré dans les années 1970 et 1980, ainsi qu'en 1998 pour accueillir la Coupe du Monde de football (capacité réduite à 41 842 places), avant que l'OL ait son stade, fin 2015, à Décines. En effet, le quartier, saturé par le stationnement des véhicules les soirs de match, ne pouvant plus subir une augmentation de capacité du stade, la décision a été prise de « délocaliser » l'enceinte pour le club phare de la ville et de la métropole, ce dernier prenant en charge sa construction. Le LOU rugby le reprend après un rétrécissement des tribunes à environ 35 000 places.
À la suite d'une mobilisation internationale, la Grande Halle est sauvée de la destruction et est inscrite d'office sur la liste des monuments historiques. Il ne subsiste des abattoirs que deux petits pavillons, dont l'un est occupé par la bibliothèque de Gerland, et une arche. Cependant la Grande Halle, renommée halle Tony-Garnier, fut laissée à l'abandon de 1975 à 1988. Dans les années 1990 et au XXIe siècle, elle va se transformer et recevoir des gros spectacles, tournées, ou salons (Joe Cocker, Beyoncé, Holiday on Ice…), remplaçant le Palais d'Hiver de Lyon (Villeurbanne) démoli.

### Les années 1980-1990: un nouveau souffle
L'urbanisation a repris de façon intense dans les années 1980, avec la construction d'un pôle d'enseignement et de recherche, dont l'École normale supérieure de Lyon (déménagement de l'ENS Saint-Cloud en 1987). C'est en 1985 que naît la première phase du parc des berges du Rhône, organisé autour de la ZAC du même nom, et la ZAC du Quartier Central (place des Pavillons) bâti à la place des abattoirs (démolis en 1975 et transférés à Corbas). Le siège social de Mérieux, ainsi que deux hôtels de 350 chambres sont construits en 1984. La même année, la capacité du stade de Gerland est portée à 44 000 places par René Gagès. La cité scolaire internationale, fondée en 1992, fait partie de l'ambitieux projet du « Boulevard Scientifique » ; elle accueille 2 000 élèves de la primaire au baccalauréat, dont la moitié est d'origine étrangère, et permet également d'agrandir la superficie du parc des berges du Rhône. Peu à peu, les classes moyennes remplacent les classes populaires, et les logements les usines et entrepôts. En 1999, le P4 de l'Inserm s'installe à Gerland.

## Gerland aujourd'hui: un quartier en plein développement
Le début du XXIe siècle voit l'arrivée en 2000 de l'École normale supérieure de Fontenay-Saint-Cloud (qui a pris l'appellation publique ENS lettres et sciences humaines), ainsi que de nombreux logements et commerces et un grand parc urbain. Gerland est reliée à La Part-Dieu par la ligne B du métro depuis 2000 avec les stations Jean Macé, Place Jean Jaurès, Debourg et Stade de Gerland (renommée Stade de Gerland – Le LOU en 2020).
Néanmoins, le quartier est par ailleurs devenu un centre de la prostitution lyonnaise depuis que préfecture et municipalité ont tenté d'interdire celle-ci dans le centre-ville,.
Pendant ce temps, tournant une page de 40 ans d'histoire au tournant de 2020, la maison de quartier Ravier de Gerland se renove progressivement (salle de spectacles, accessibilité, accueil), pour accueillir la nouvelle population attirée par l'arrivée de nouveaux ensembles résidentiels sur Gerland.

### Projets urbains
Le grand projet urbain de la ZAC Bon Lait, ex-situation des usines SLM-Bon-Lait, est l'un des symboles de la vitalité actuelle de ce quartier qui connaît aujourd'hui de plus en plus un phénomène de gentrification, malgré le risque de paupérisation d'une partie de Gerland. Dans les années 1960, la situation de l'usine rue des Channées de la Société Laitière Moderne (Le Bon Lait) a dynamisé le quartier, et son siège se situait 73, cours Albert Thomas, proche du Château dit des Frères Lumière. Les laboratoires de biologie y étaient supervisés aux deux endroits (double contrôle) par André Tapernoux, professeur à l'École Vétérinaire et Adjoint au Maire de Lyon. La redynamisation du quartier, via l'implantation de nombreuses industries, a conduit à l'édification de nombreux programmes immobiliers neufs dans le quartier, à l'instar de la ZAC des Girondins, qui, outre les 75 000 m2 de bureaux devrait accueillir 175 000 m2 de logements. Le Grand Lyon prévoit également le prolongement de l'Allée de Fontenay vers le sud, pour irriguer la place des Pavillons, centre du quartier de Gerland.

### Un pôle des sciences de la vie
Gerland est un pôle de recherche important dans les sciences de la vie, le Biodistrict Lyon-Gerland, et le centre du pôle de compétitivité mondial en infectiologie Lyonbiopôle, ainsi que du réseau thématique de recherche avancée Finovi (Innovation en Infectiologie).
Il est, de ce fait, un des cinq pôles tertiaires d'envergure de la métropole de Lyon, avec ceux de La Part-Dieu, Confluence, Vaise et Carré de soie. Le parc d'immobilier tertiaire de Gerland est en constante expansion, via la ZAC des Girondins, mais aussi le Parc d'affaires Lyon Techsud (100 000 m2 disponibles), et la ZAC du Bon Lait. Il attire de nombreuses entreprises du secteur de la biotechnologie et des sciences de la vie, à l'image de Sanofi Pasteur, bioMérieux, Genzyme, Merial, Aguettant, Polyclonals, ainsi qu'un des centres de recherche de L'Oréal.
En 2001, une annexe de l'université Claude-Bernard-Lyon-I s'installe le long de l'avenue Tony-Garnier, avenue sur laquelle poussent, depuis une dizaine d'années, bureaux et laboratoires. Le quartier constitue l'épicentre du campus Charles-Mérieux, dispersé sur trois sites (Lyon Sud et les quais du Rhône étant les deux autres sites), et abrite également le Centre d'infectiologie de Lyonbiopôle intégrant l'Institut de virologie et d'immunologie des pathologies infectieuses (IVIPI) et l'Institut de génomique fonctionnelle de Lyon (IGFL). En avril 2007, l'Institut supérieur d'agriculture Rhône-Alpes (ISARA-Lyon), quittant la place Bellecour, s'installe avec les organisations professionnelles agricoles et agroalimentaires régionales sur le site du château de Gerland, pour créer Agrapole. En outre, le projet d'Institut de recherche technologique (IRT) émanant de Lyonbiopôle a été retenu dans le cadre du grand emprunt. Il devrait s'implanter dans un premier temps dans des locaux connexes au pôle de compétitivité Lyonbiopôle.
Le 27 septembre 2021 est inaugurée l'Académie de l'OMS.

### Un nœud de transports
Gerland est également amené à devenir un nœud de transport. Le quartier est en effet relié depuis décembre 2013 à Oullins, à la suite du prolongement de la ligne B du métro, depuis février 2014 à Confluence, à la suite de la construction du pont Raymond-Barre et du prolongement de la ligne T1 du tramway jusqu'à la station Debourg, et depuis novembre 2020, il est desservi par la ligne T6 du tramway entre cette même station et les hôpitaux de l'Est lyonnais.
Un nouvel atelier de 21 000 m2 pour l'entretien de TGV Duplex de la ligne Paris-Lyon et du TGV Rhin-Rhône a ouvert en 2009.

## Services

### Édifices religieux
- L'église Notre-Dame-des-Anges, construite à la fin du XIXe siècle, est de style néogothique ;
- L'église Saint-Antoine de Gerland, construite en 1934 ;
- Couvent de l'Adoration Réparatrice, édifié en 1996.

### Enseignement

#### Enseignement supérieur
- École normale supérieure de Lyon, membre de l'établissement Université de Lyon ;
  - Bibliothèque Diderot de Lyon ;
- Institut supérieur d'agriculture Rhône-Alpes (Isara) ;
- Collegium de Lyon, rattaché à l'établissement Université de Lyon ;
- Annexe du Lycée Assomption Bellevue enseignement supérieur ;
- Université Claude-Bernard Lyon 1, site de Gerland ;
- École supérieure des sciences commerciales d'Angers (Essca).

#### Enseignement primaire et secondaire
- Cité scolaire internationale de Lyon ;
- Groupe scolaire Aristide-Briand ;
- Groupe scolaire Marcel-Pagnol ;
- Groupe scolaire Françoise Héritier (2021) ;
- Groupe scolaire Claudius-Berthelier (1900) ;
- Groupe scolaire des Girondins (2016) ;
- École maternelle Rue du Rhône (1981) ;
- École maternelle place Jean-Jaurès ;
- École primaire Ravier (2008) ;
- Lycée professionnel Louise-Labé ;
- Collège Gabriel-Rosset ;
- Collège Maria-Dubost ;
- Collège Gisèle Halimi (2022) ;
- Bibliothèque du 7e Gerland - Hannah Arendt ;
- École de rééducation professionnelle (37, rue Challemel-Lacour) ;
- Collège Georges-Clemenceau ;
- Lycée général et technologique Docteur Charles Mérieux

## Galerie

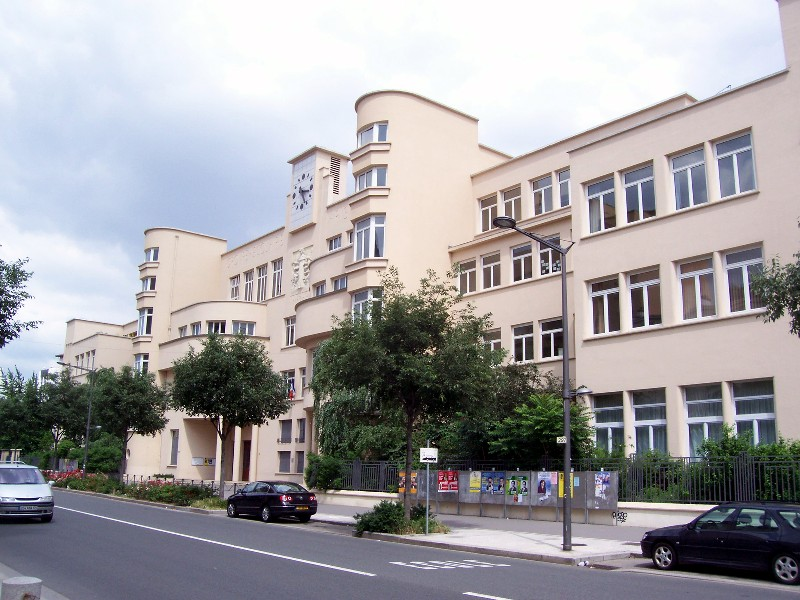
Le groupe scolaire Aristide-Briand, construit en 1932.
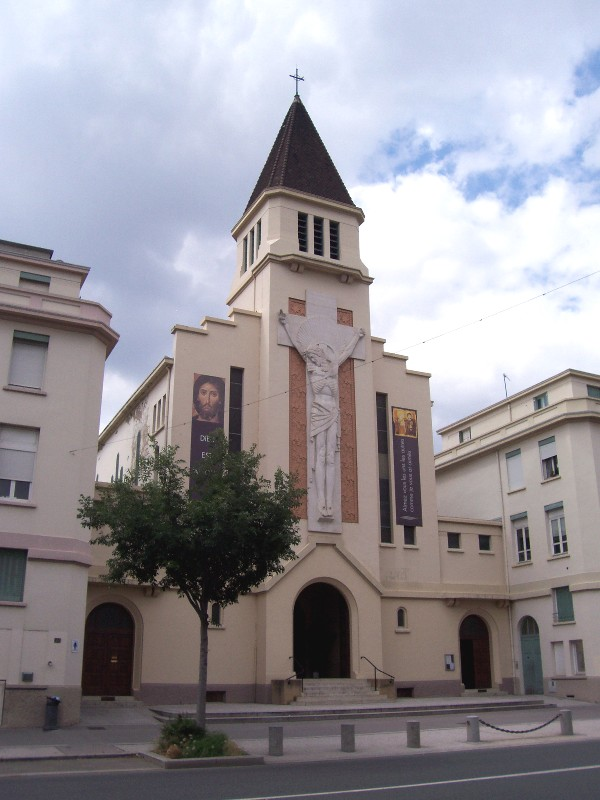
L'église Saint-Antoine de Gerland.
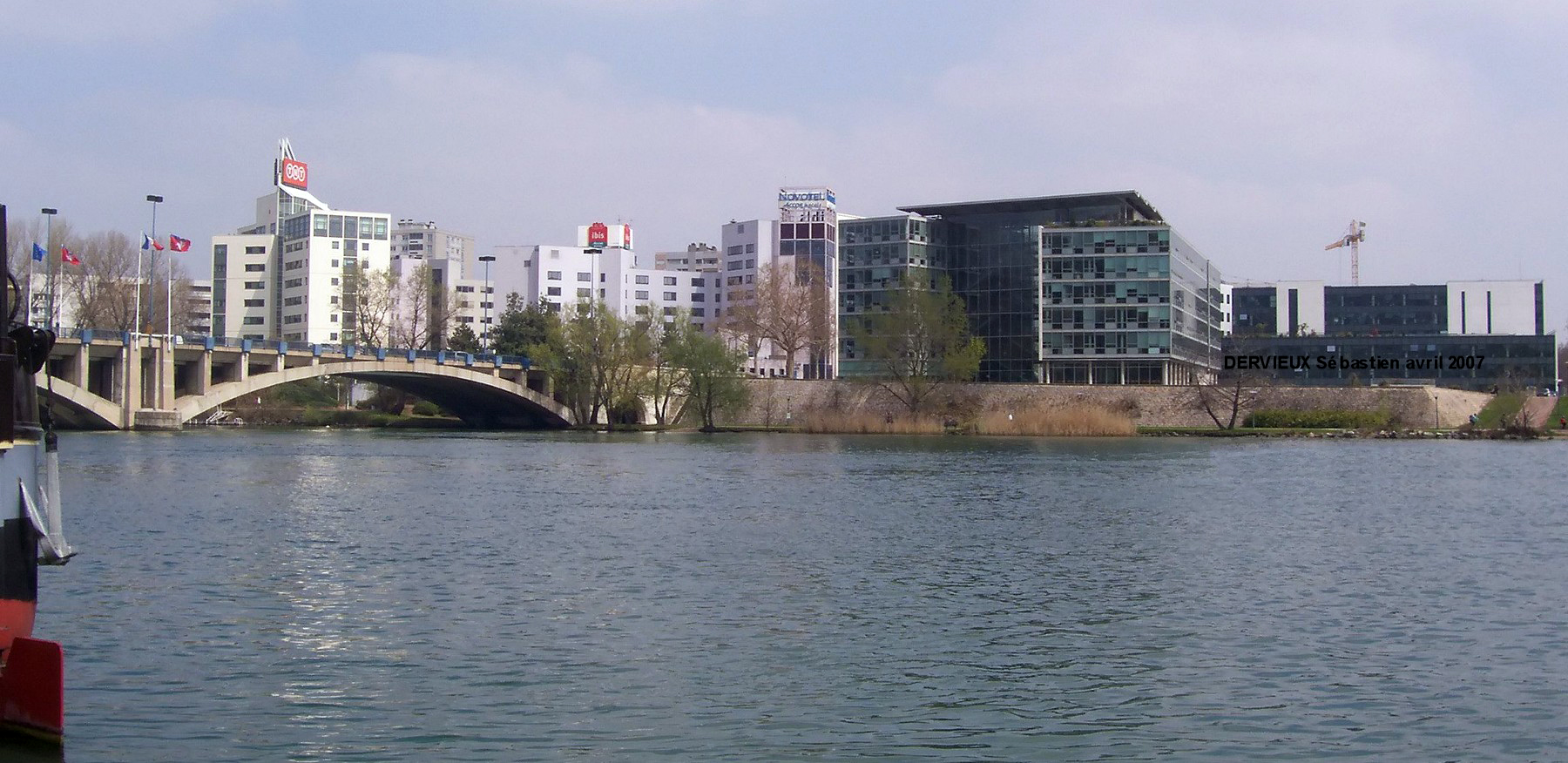
L'ancien siège Sanofis Pasteur (maintenant Lycée Dr Charles Mérieux) et le pont Pasteur.
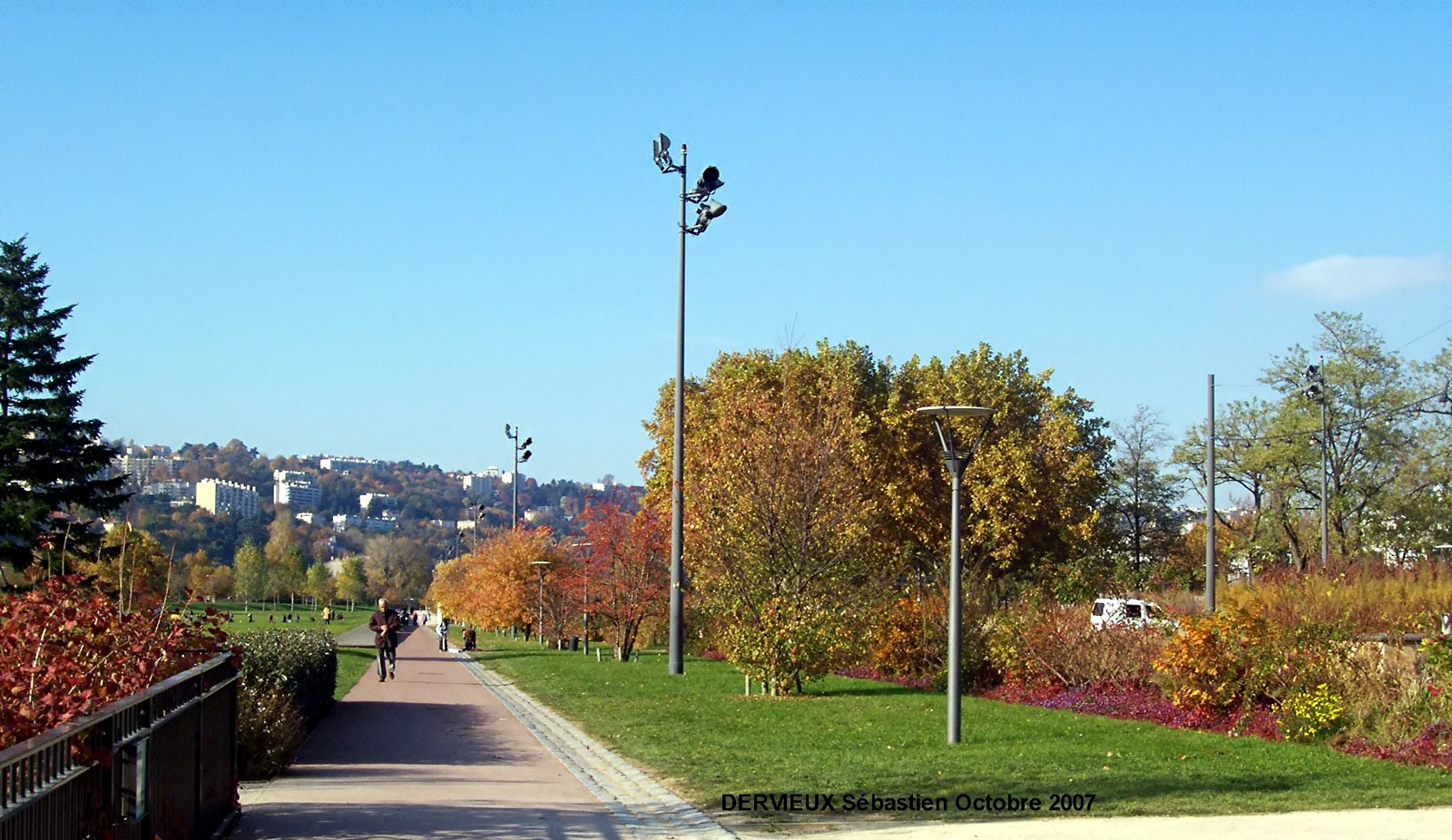
Le parc de Gerland.
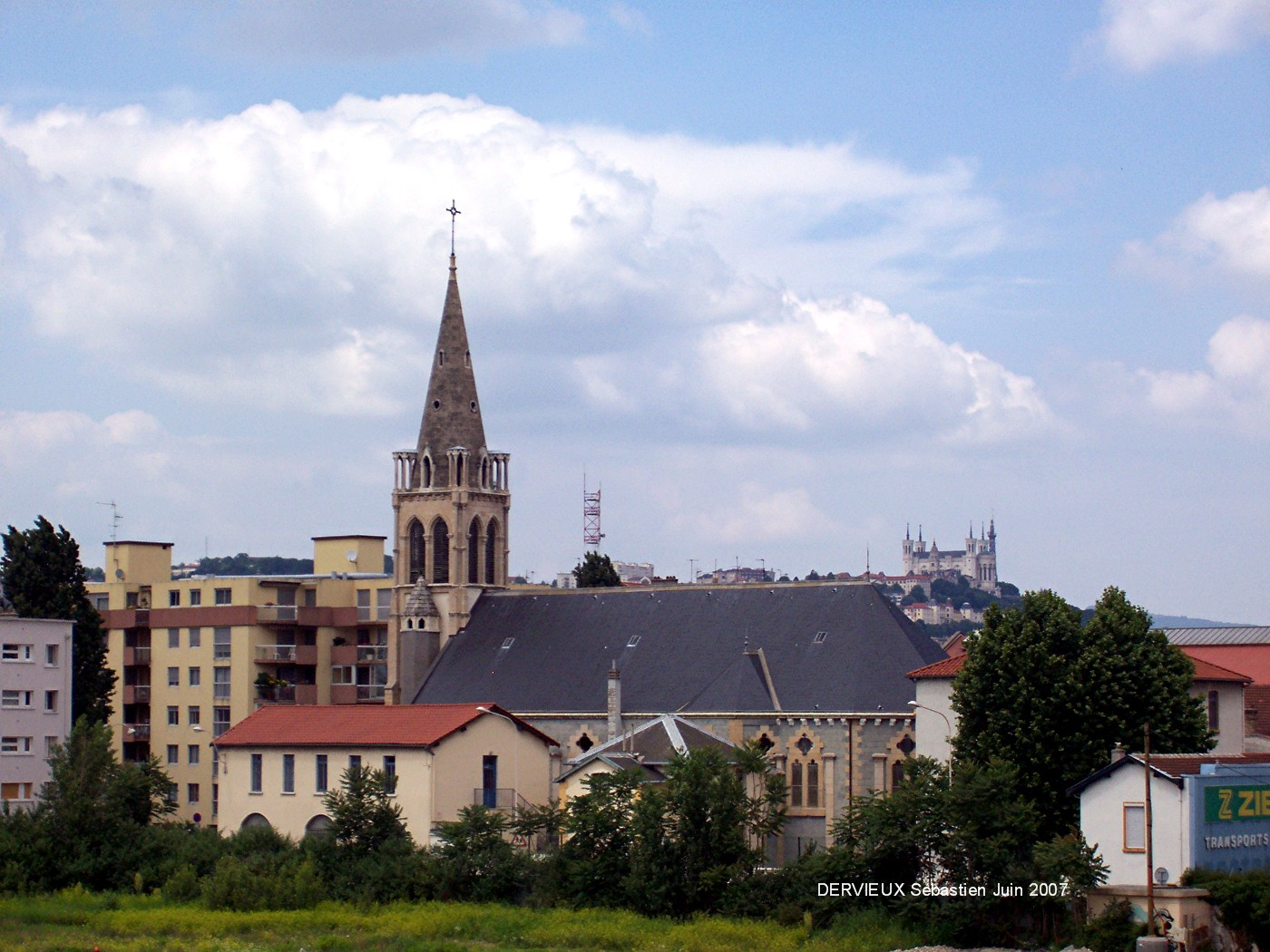
L'église Notre-Dame-des-Anges, en arrière-plan la Basilique de Fourvière.
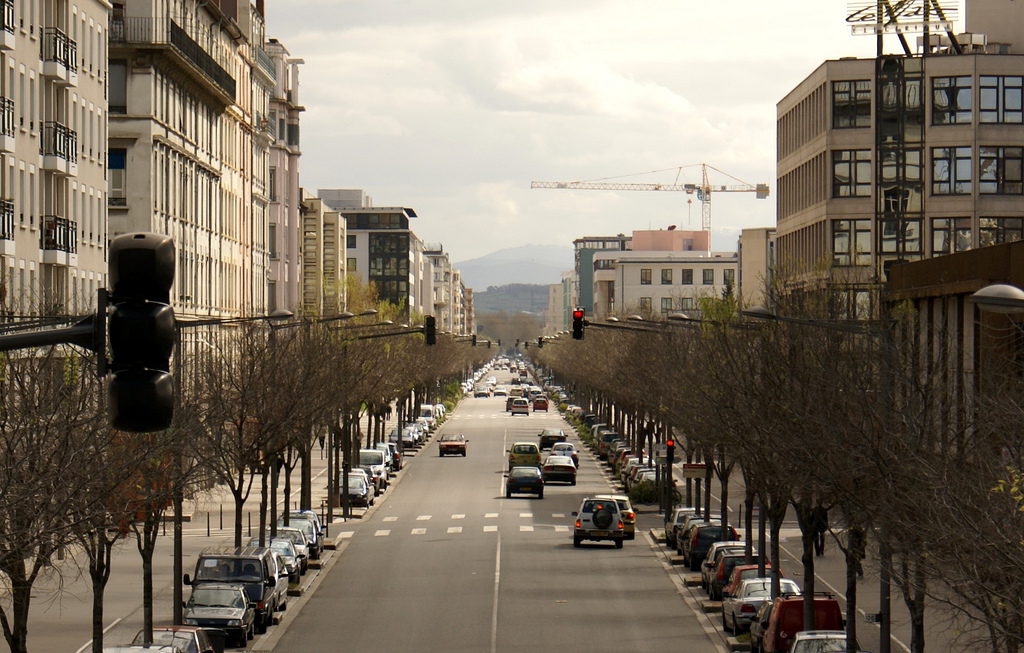
L'avenue Jean-Jaurès vers le sud à Gerland.
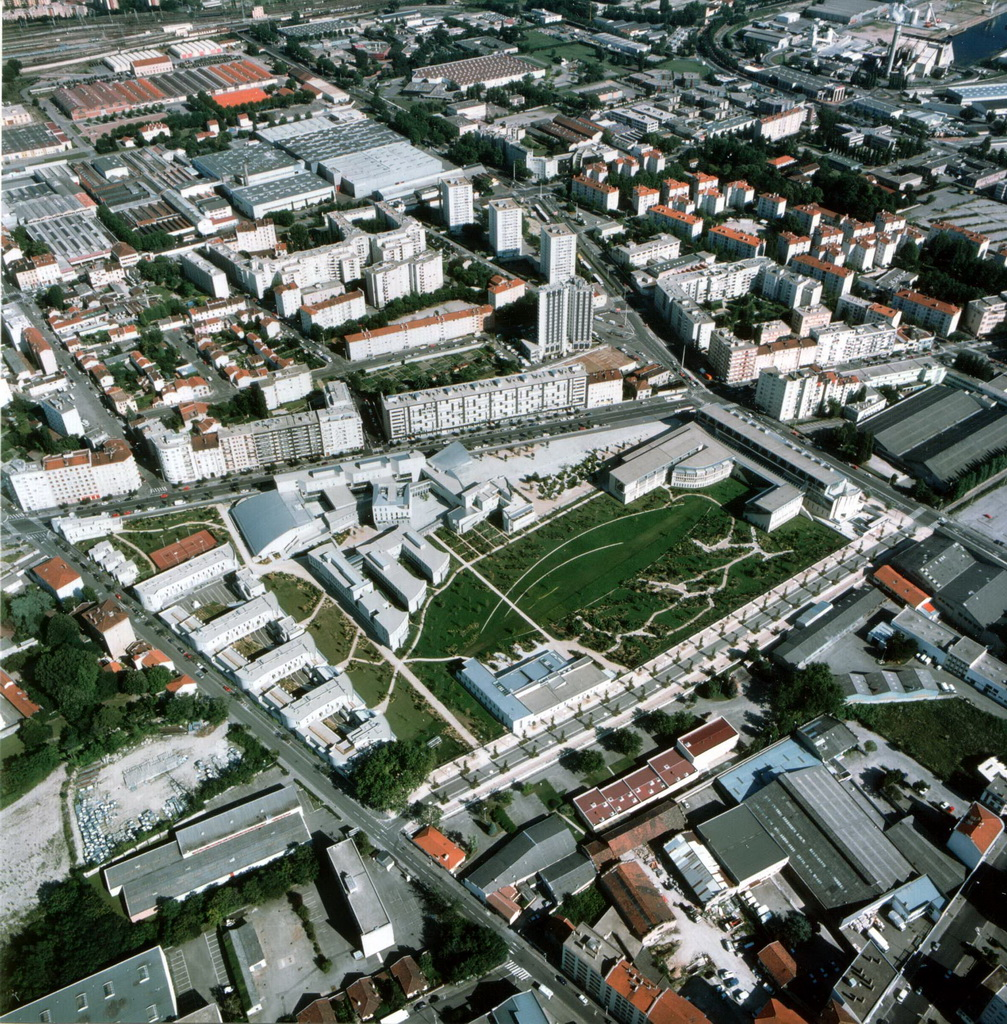
L'École normale supérieure de Lyon et ses jardins, dans le cadre urbain de Gerland.
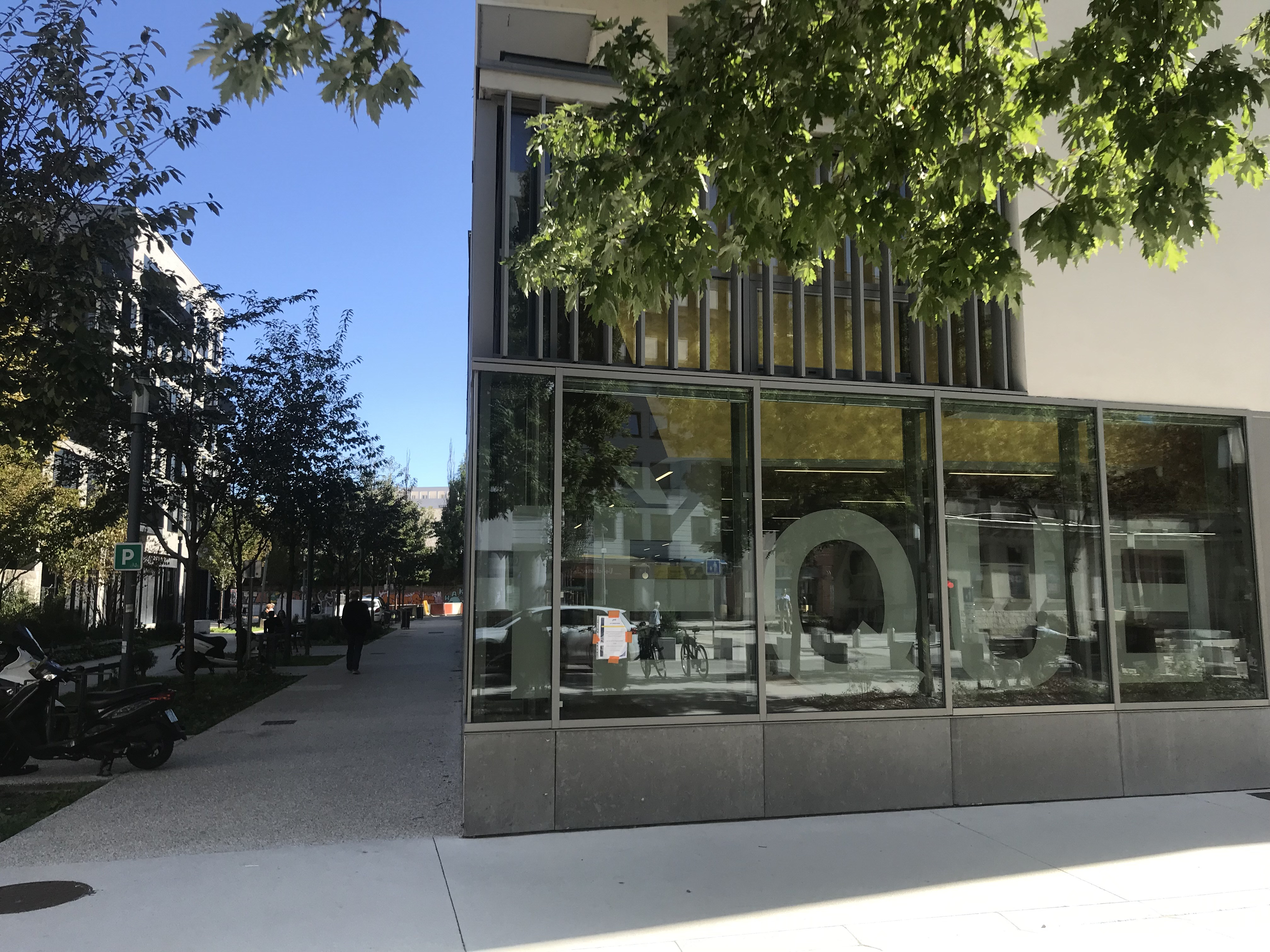
Bibliothèque du 7e Gerland - Hannah Arendt.

### Documentaires audiovisuels
- « Gerland : métamorphoses d'une Cité industrielle » (15 min 52 s)
- « Gerland : la fin des ouvriers » (15 min 6 s)